# Amore & Vita-Selle SMP/Saison 2014
Dieser Artikel listet Erfolge und Fahrer des Radsportteams Amore & Vita-Selle SMP in der Saison 2014 auf.

## Erfolge in der UCI America Tour
In der Saison 2014 gelangen dem Team nachstehende Erfolge in der UCI America Tour.
| Datum    | Rennen                   | Kat. | Fahrer              |
| -------- | ------------------------ | ---- | ------------------- |
| 11. Juni | 1. Etappe Tour de Beauce | 2.2  | Luca Benedetti      |
| 14. Juni | 4. Etappe Tour de Beauce | 2.2  | Leonardo Pinizzotto |

## Erfolge in der UCI Asia Tour
In der Saison 2014 gelangen dem Team nachstehende Erfolge in der UCI Asia Tour.
| Datum        | Rennen                          | Kat. | Sieger         |
| ------------ | ------------------------------- | ---- | -------------- |
| 17. Juli     | 11. Etappe Tour of Qinghai Lake | 2.HC | Mattia Gavazzi |
| 19. Juli     | 13. Etappe Tour of Qinghai Lake | 2.HC | Mattia Gavazzi |
| 31. August   | 2. Etappe Tour of China I       | 2.1  | Mattia Gavazzi |
| 8. September | 1. Etappe Tour of China II      | 2.1  | Mattia Gavazzi |
| 16. November | 3. Etappe Tour of Fuzhou        | 2.2  | Mattia Gavazzi |

## Zugänge – Abgänge
| Zugänge                       | Team 2013               | Abgänge                          | Team 2014                            |
| ----------------------------- | ----------------------- | -------------------------------- | ------------------------------------ |
| Kanstanzin Klimiankou         | Atlas Personal-Jakroo   | Anton Stortschus                 | ISD Continental Team                 |
| Alexander Cataford            | Équipe Garneau-Québecor | Robbie Squire                    | Jamis-Hagens Berman                  |
| Michael Woods                 | Équipe Garneau-Québecor | Hossein Alīzādeh                 | Tabriz Shahrdari Ranking             |
| Olexandr Hryhorenko           | Kolss Cycling Team      | Daniel Holloway                  | Athlete Octane Cycling               |
| Anatolij Sossnizkij           | Kolss Cycling Team      | Mihkel Räim                      | Team Probikeshop-Saint Etienne Loire |
| Leonardo Pinizzotto           | Team Nippo-De Rosa      | Wolodymyr Startschyk             | Karriereende                         |
| Logan Loader                  | Cash Call Mortgage      | David Boily                      | Unbekannt                            |
| Yukinori Hishinuma            | Neoprofi                | Jarosław Dabrowski               | Unbekannt                            |
| Jewhenij Manko                | Neoprofi                | Anton Mikailov                   | Unbekannt                            |
| James Piccoli                 | Neoprofi                | Serhij Sewostianow               | Unbekannt                            |
| Simone Stortoni (ab 15.05.)   | Lampre-Merida           | Michael Woods (bis 20.06.)       | 5-Hour Energy                        |
| Wolodymyr Kohut (ab 15.05.)   | Amore & Vita (2011)     | Logan Loader (bis 01.07.)        | Dopingsperre                         |
| Luca Benedetti (ab 15.05.)    | Neoprofi                | Leonardo Pinizzotto (bis 01.07.) | Unbekannt                            |
| Mattia Gavazzi (ab 21.06.)    | Christina Watches-Kuma  | Niv Libner (bis 31.07.)          | Team 500 Watt                        |
| Roman Schewtschuk (ab 10.07.) | Neoprofi                | Luca Benedetti (bis 10.09.)      | Dopingsperre                         |

## Mannschaft
| Name                  | Geburtstag        | Nationalität |              |
| --------------------- | ----------------- | ------------ | ------------ |
| Alexander Cataford    | 1. September 1993 | Kanada       |              |
| Antonio Di Battista   | 13. Oktober 1986  | Italien      |              |
| Mattia Gavazzi        | 14. Juni 1983     | Italien      |              |
| Yukinori Hishinuma    | 5. März 1992      | Japan        |              |
| Olexandr Hryhorenko   | 5. Juli 1988      | Ukraine      |              |
| Kanstanzin Klimiankou | 3. August 1989    | Belarus      |              |
| Wolodymyr Kohut       | 28. Juli 1984     | Ukraine      |              |
| Viesturs Lukševics    | 16. April 1987    | Lettland     |              |
| Jewhenij Manko        | 30. Januar 1991   | Ukraine      |              |
| Uri Martins           | 7. August 1990    | Mexiko       |              |
| James Piccoli         | 5. September 1991 | Kanada       |              |
| Roman Schewtschuk     | 9. September 1993 | Ukraine      |              |
| Anatolij Sossnizkij   | 4. September 1990 | Ukraine      |              |
| Simone Stortoni       | 7. Juli 1985      | Italien      |              |
| Artjom Toptschanjuk   | 27. Januar 1989   | Ukraine      |              |
| Stagiaires            | Stagiaires        | Nationalität | Nationalität |
| Diego Brasi           | Diego Brasi       | Italien      |              |
| Mihkel Räim           | Mihkel Räim       | Estland      |              |